# Emil Leon Post
Emil Leon Post (11 de febrero de 1897 en Augustów - 21 de abril de 1954 en Nueva York) fue un matemático estadounidense.
Creó el sistema formal llamado Máquina de Post, el cual es equivalente a la Máquina de Turing.